# Esther Pasztory
Esther Pasztory, née le 21 juin 1943 à Budapest et mort le 26 juin 2024, est une enseignante de l'Université Columbia dont les publications de recherche portent sur la théorie de l'art et l'art précolombien de Mésoamérique et des Andes.

## Publications
- Aztec art, éd. H.N. Abrams, 1983  (ISBN 0810906872).
- Teotihuacan: an experiment in living, University of Oklahoma Press, 1997  (ISBN 080612847X).
- Thinking with things: toward a new vision of art, University of Texas Press, 2005  (ISBN 029270691X).